# Infulatartessus eliptamensis
Infulatartessus eliptamensis är en insektsart som beskrevs av Evans 1981. Infulatartessus eliptamensis ingår i släktet Infulatartessus och familjen dvärgstritar. Inga underarter finns listade i Catalogue of Life.